# 印尼全亞洲航空
印尼亚洲航空长途公司（英語：Indonesia AirAsia X）是一家由馬來西亞亞洲航空集團與印尼企業所合資設立的長程型低成本航空公司。該航空公司的基地樞紐設於印度尼西亞峇里省伍拉·賴國際機場，預計提供由此飛往墨爾本以及臺北的航班。但由於目前印度尼西亞與澳大利亞尚未批准印尼全亞航飛航該航線，因此原定於2014年年底開航的計畫被迫中止。

## 目的地
- 印度尼西亞
  - 巴厘岛 - 伍拉·賴國際機場 基地樞紐
- 马来西亚
  - 槟城 - 槟城国际机场
- 臺灣
  - 臺北 - 桃園國際機場將於2015年9月28日飛航末班[2]